# 北村花絵
北村 花絵（きたむら はなえ、1988年9月14日 - ）は、テレビ静岡所属の女性アナウンサー。

## 人物
神奈川県横浜市出身。横浜市立すすき野中学校、桜美林高等学校を経て、立教大学文学部文学科日本文学専修を卒業。大学在学中、2009年7月から2010年1月まで『BSフジNEWS』女子大生キャスター（17期）を務めた。
2011年、フジテレビ系列（FNN/FNS）のテレビ静岡に入社。
ジャズダンス、フィギュアスケート1級の資格を所持。
2011年9月13日フジテレビ放送の『第4回女子アナ歌うまい王座決定戦』ではテレビ静岡代表として、AKBのコスプレで「ヘビーローテーション」の歌唱を披露した。
2014年9月に結婚。

## 現在の担当番組
- テレビ寺子屋 - 司会（2018年4月 - ）
- ただいま!テレビ - 火曜→木曜コーナー「ワクトク!生活」リポーター
- FNNテレビ静岡ニュース

## 過去の担当番組
- LOCO!エスパルス - MC
- まめサタ - リポーター
- GirlsParty - MC
- てっぺん! - アシスタント
- 2020年東京五輪への道標〜みちしるべ〜　卓球・磐田市出身・伊藤美誠ドキュメント - ナレーション
- 内藤 大助のネクストスポーツ - ナレーション
- 「わがまま気まま旅気分2012.7.12」-ナレーション、リポート
- ウチの○○推してください!! 静岡35市町推してみぃ～賞（2021年11月28日、テレビ静岡） - メインMC